# Pietro Fenoglio

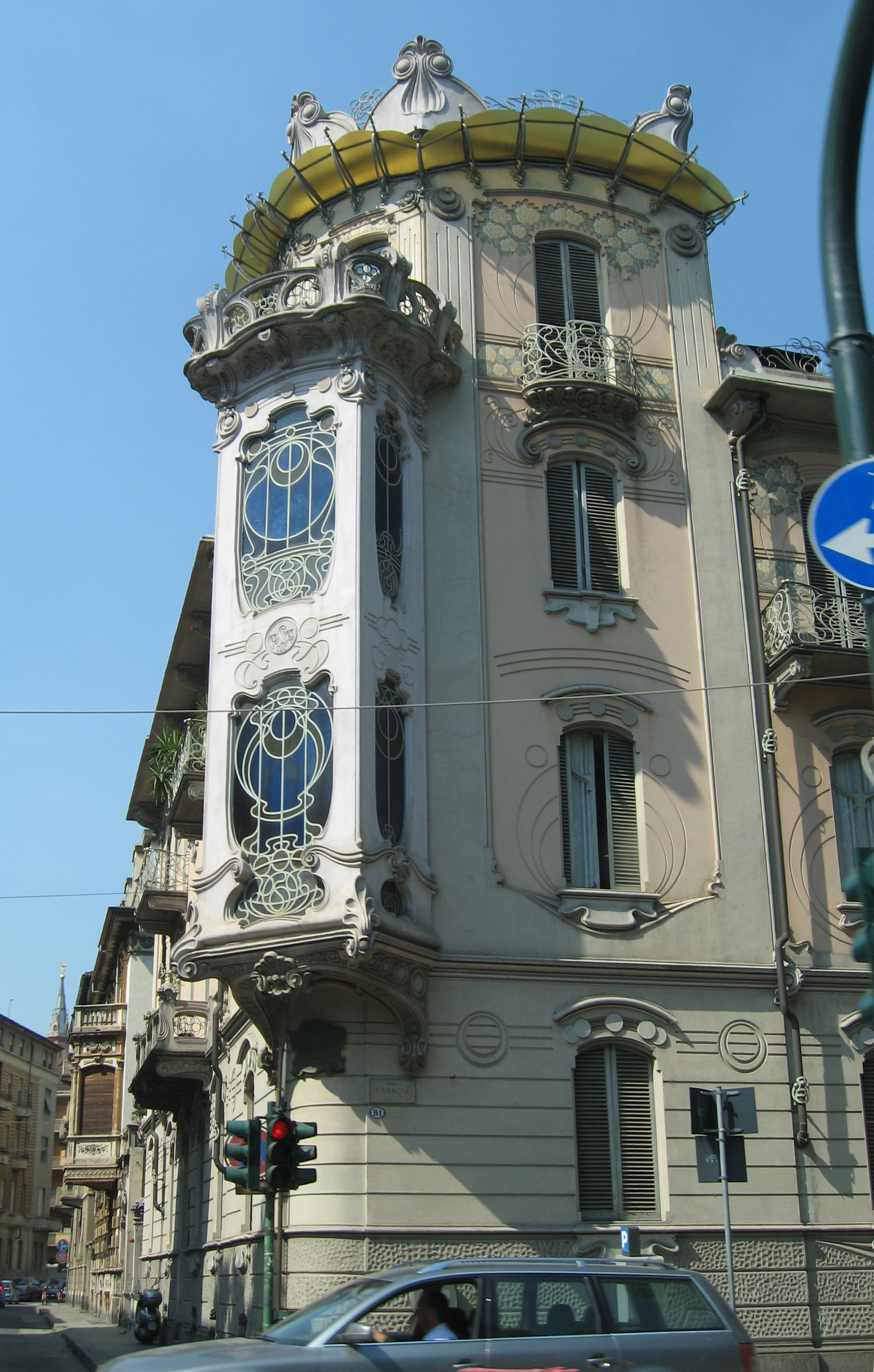
La Fleur

Pietro Fenoglio (* 1865 in Turin; † 22. August 1927 in Corio) war ein italienischer Architekt des Jugendstils.

## Leben
Fenoglio beendete sein Studium am Polytechnikum Turin bei Carlo Ceppi 1886 als Ingenieur, hatte dann zunächst eine Anstellung bei Brayda, Boggio und Reyend und machte sich 1889 selbstständig. Mit dem Aufschwung der italienischen Industrie Ende des 19. Jahrhunderts schritt auch seine Karriere voran.
Seine frühen Gebäude erinnern oft an die mittelalterliche Bautradition des Piemont. In diese Phase gehören beispielsweise das Fabrikgebäude für Michele Ansaldi in der Via Modena aus dem Jahr 1899 und der Villino della Società Finanziaria Industriale von 1900 in der Via Beaumont in Fenoglios Heimatstadt Turin. Die Casa Besozzi von 1904 am Corso Siccardi erinnert dagegen an einen Palazzo der frühen Renaissance; die Fabrica Termotecnica e Mecanica in der Via Mongrando zeichnet sich durch ihre Funktionalität, insbesondere auch durch ihr lichtes Inneres aus. Auf diese eklektizistische Phase folgte etwa von 1900 bis 1907 eine Schaffensperiode, die dem Jugendstil verpflichtet war.
1902 gehörte Fenoglio dem Komitee der Prima Esposizione Internazionale d’Arte Decorativa Moderna in Turin an. Spätestens ab diesem Zeitpunkt war er als Architekt sehr beliebt. Im ersten Jahrzehnt des 20. Jahrhunderts wurden über 100 Gebäude nach seinen Plänen gebaut, darunter sein eigenes Wohnhaus „La Fleur“ (zum Gedenken an Giorgio Lafleur so benannt) an der Ecke Corso Francia/Via Principi d’Acaja aus den Jahren 1902/03, das naturalistische Elemente wie Werke von Victor Horta und Hector Guimard zeigt. Es weist Jugendstilmerkmale auf, die sich an zahlreichen anderen Bauten Fenoglios ebenfalls finden, so die geschwungenen Fensterbögen und das florale Dekor der Balkongeländer, und gilt als Repräsentant des „momento magico“. Aus derselben Zeit stammt etwa auch die Villa Scott von 1902 am Corso Giovanni Lanza 57. Das Innere des Gebäudes ist im Neorokoko gehalten. Die Casa La Fleur und die Villa Scott gelten als Meisterwerke des italienischen Jugendstils. Auch die Villa Raby am Corso Francia 8 und das Istituto Beneficenza Denis von 1907 zeigen noch Elemente des Jugendstils.
In seiner letzten Schaffensphase als Architekt, bis etwa 1912, schuf Fenoglio eher barockisierende Gebäude, danach beendete er seine Arbeit auf diesem Gebiet.
1911 wurde er Mitglied im technischen Komitee für die Esposizione Internazionale dell’Industria e del Lavoro an, 1912 Manager der Banca Commerciale Italiana, 1913 Direktor der Società Commerciale d’Oriente, schließlich von 1917 bis 1920 Generaldirektor der Banca Commerciale Italiana. In dieser Eigenschaft setzte er sich für Marcello Piacentinis Entwurf für die Büroräumlichkeiten der Bank in Rom ein und verwarf Luca Beltramis Vorschlag.

## Sonstiges
In Fenoglios Bauwerk an der Via Sacchi 40–42 befindet sich eine Confiserie, die ursprünglich von Gustavo Pfatisch geführt wurde und heute zu den als „locali storici“ bezeichneten Traditionslokalen Italiens gehört.